# Ecardo II de Meissen
Ecardo II (en alemán: Ekkehard; h. 985 - 24 de enero de 1046) fue margrave de Lusacia (como Ecardo I) desde 1034 y margrave de Meissen desde 1038 hasta su muerte. Fue el último de la dinastía, pues con su muerte se extinguió la línea de margraves Ekkehardiner descendientes de Ecardo I de Meissen (m. 1002).

## Biografía
Era un hijo menor del margrave Ecardo I de Meissen y su esposa Suanehilda. Ecardo era un conde en el Gau Chutizi al este de Merseburgo así como en el burgo de Teuchern. Cuando asesinaron a su padre en 1002, Ecardo II y su hermano mayor, Germán I gobernaron sobre las tierras alodiales Ekkeharding, mientras que el título de Meissen primero pasó a su tío Gunzelin luchando con sus sobrinos hasta su deposición en 1009. Durante la guerra germano-polaca alrededor de las tierras de Lusacia y Milceni, los hermanos fueron capaces de mantener el dominio sobre las tierras de Meissen hasta que la lucha terminó con la Paz de Bautzen (1018).
Alrededor de 1026, Ecardo se casó con Uta de Ballenstedt, hermana del conde sajón Esico de Ballenstedt, progenitor de la noble Casa de Ascania. El matrimonio no tuvo hijos. Con el consentimiento del emperador Conrado II, él y su hermano Germán hicieron que la sede del Obispado de Zeitz se trasladase a la catedral de Naumburgo en 1028/29.
En 1034 Ecardo II se convirtió en margrave de Lusacia (Baja Lusacia) después de que sus seguidores mataran al margrave Wettin Teodorico II, esposo de la hermana de Ecardo, Matilde. Cuatro años más tarde sucedió a su hermano Germán como margrave de Meissen.
Como guardián de las fronteras orientales germanas contra Polonia y Bohemia, a menudo sirvió al emperador Conrado II y su sucesor el rey Enrique III contra estas amenazas, incluyendo al "Aquiles bohemio", el duque Bretislao I. En 1039 Bretislao, aliado con el rey Pedro Orseolo de Hungría, quien estaba al mismo tiempo saqueando la Marca Ávara de Baviera, obtuvo grandes ganancias en Poloia, saqueando Cracovia y Gniezno, de donde se llevó las reliquias de san Adalberto de Praga. A cambio, el rey Enrique III lanzó una campaña contra él, junto con sus aliados más fieles, el arzobispo Bardo de Maguncia y el margrave Ecardo. Las fuerzas sajonas lideradas por el margrave de Meissen tomaron parte en las dos expediciones del rey, en 1040 y 1041: la primera fracasada, la segunda una victoria que obligó al duque Bretislao a someterse y firmar un tratado de paz.
El margrave Ecardo siguió siendo uno de los consejeros más cercanos a Enrique hasta su muerte durante la epidemia sajona de 1046. Legó su excepcional riqueza y sus títulos y tierras margraviales al rey Enrique, que otorgó el margraviato al conde turingio Guillermo IV de Weimar.
Junto con su esposa, Uta de Ballenstedt, fue inmortalizado por su famoso retrato de donante por el Maestro de Naumburgo en la catedral de Naumburgo.